# 長野県道150号百沢臼田線
長野県道150号百沢臼田線（ながのけんどう150ごう ももざわうすだせん）は、長野県佐久市大字布施字百沢から同市臼田に至る一般県道である。

## 概要

### 路線データ
- 起点：佐久市大字布施字百沢（布施交差点、国道142号交点）
- 終点：佐久市臼田（国道141号交点）

## 地理

### 通過する自治体
- 長野県
佐久市

### 交差する道路
- 国道142号：大字布施字百沢（布施交差点、起点）
- 長野県道482号大木浅田切線：大字布施字大木
- 国道141号：臼田（終点）